# A Beautiful Lie
A Beautiful Lie är det amerikanska rockbandet Thirty Seconds to Mars andra studioalbum, utgivet den 16 augusti 2005.

## Låtförteckning
1. Attack - 3:09
2. A Beautiful Lie - 4:05
3. The Kill - 3:51
4. Was It A Dream? - 4:15
5. The Fantasy - 4:29
6. Savior - 3:24
7. From Yesterday - 4:07
8. The Story - 3:55
9. R-Evolve - 3:59
10. A Modern Myth - 14:14 (innehåller det dolda spåret Praying For A Riot)
11. The Battle Of One - 2:47
12. Hunter - 3:55
13. Was It A Dream? (akustisk version) - 4:26